# Набиль Эмад
Набиль Эма́д (араб. نبيل عماد علي المهدي‎; род. 6 апреля 1996, Эль-Махалла-эль-Кубра, Гарбия), более известный как Ду́нга — египетский футболист, полузащитник клуба «Замалек» и сборной Египта.

## Клубная карьера
Эмад — воспитанник академии «Бени-Убейд» из одноимённого города. В 2016 году перешёл в клуб «Пирамидз». 12 ноября 2018 года в матче против «Миср эль-Макаса» он дебютировал в Египетской премьер-лиге. 28 ноября 2018 года в поединке против «Ногум» Эмад забил первый гол за команду.
В 2022 году стал игроком клуба «Замалек». 11 декабря в матче против бывшей команды «Пирамидз» он дебютировал за новый клуб. 21 сентября 2023 года в матче против того же «Пирамидз» Дунга забил первый гол в составе команды. 

## Международная карьера
14 августа 2013 года Набиль дебютировал в составе национальной сборной Египта в матче отбора на Кубок африканских наций 2019 против Нигера. Попал в заявку сборной на Кубок африканских наций 2019, на турнире сыграл в матчах против Зимбабве и Уганды.